# ハーシェル・ペッパース
ハーシェル・ペッパース（英語: Hershel Peppers、1971年2月4日 - ）は、米国ニューヨーク州ニューヨーク市生まれで日本と米国を活躍の場としている俳優である。人種としてはアフリカ系で、英語および日本語が堪能なバイリンガルである。

## 人物
身長180cm、バスト105cm、ウェスト86cm、ヒップ101cm、靴のサイズは30cmで、趣味はロッククライミングである。

## 俳優としての経歴
日本における代表作として、『アウトレイジ』がある。北野武監督に見いだされ、同作品においてグバナン共和国在日大使館大使役に抜擢された。演じたのは在外公館を賭博場としてヤクザに提供したために脅しを受けてさらなる利益提供を求められる外交官の役だった。
米国での作品としては『イコールズ』（2015年）などがある。
また、日本のバラエティ番組にも出演することがあり、『いつみても波瀾万丈』『ザ!世界仰天ニュース』（日本テレビ放送網）などに出演している。

## 映画出演
- アウトレイジ（2010年）[3]
- イコールズ（英語版）（2015年）[3]
- THE NEXT GENERATION -パトレイバー-（2015年） - 長編劇場版[3]

## テレビ出演
- いつみても波瀾万丈（日本テレビ）[4]
- ザ!世界仰天ニュース（日本テレビ）[4]
- 医龍2（日本テレビ）[5]
- イベント:エイベックス 倖田來未/EXILE[4]